# 観音寺市立豊浜中学校
観音寺市立豊浜中学校（かんおんじしりつ とよはまちゅうがっこう）は、香川県観音寺市豊浜町にある公立（市立）の中学校。

## 概要

### 生徒
- 全校生徒 : 171人（8クラス）
  - 1年生 : 52人
  - 2年生 : 49人
  - 3年生 : 70人

2018年（平成30年）5月1日現在

### 教職員
- 本務教員 : 19人
- 本務職員 : 5人

2018年（平成30年）5月1日現在

## 通学区域
- 豊浜町

## 通学区域が隣接している学校
- 観音寺市立大野原中学校
- （愛媛県）四国中央市立川之江北中学校